# Liste der Kulturdenkmale in Nommern
In der Liste der Kulturdenkmale in Nommern sind alle Kulturdenkmale der luxemburgischen Gemeinde Nommern aufgeführt (Stand: 28. September 2022).

## Kulturdenkmale nach Ortsteil

### Kruchten
| Bild                        | Bezeichnung                 | Lage                      | Beschreibung | Stufe | Eingetragen seit  |
| --------------------------- | --------------------------- | ------------------------- | ------------ | ----- | ----------------- |
| Bauernhof                   | Bauernhof                   | Buurghaff (Karte)         |              | PCN   | 6. März 2009      |
| Bauernhof („Schlaederhaff“) | Bauernhof („Schlaederhaff“) | (Karte)                   |              | PCN   | 17. Juni 2011     |
| Wohnhaus                    | Wohnhaus                    | 2, rue de la Gare (Karte) |              | PCN   | 3. März 2017      |
| ehemaliger Bahnhof          | ehemaliger Bahnhof          | 1, rue de la Gare (Karte) |              | PCN   | 22. November 2019 |

### Nommern
| Bild                        | Bezeichnung                 | Lage                   | Beschreibung | Stufe | Eingetragen seit  |
| --------------------------- | --------------------------- | ---------------------- | ------------ | ----- | ----------------- |
| Naturschutzgebiet Aechelbur | Naturschutzgebiet Aechelbur | (Karte)                |              | PCN   | 20. November 1972 |
| Weitere Bilder              | Marienkirche                | rue Principale (Karte) |              | PCN   | 21. Juni 2017     |

### Niederglabach
| Bild | Bezeichnung         | Lage               | Beschreibung | Stufe | Eingetragen seit |
| ---- | ------------------- | ------------------ | ------------ | ----- | ---------------- |
|      | Eiche (Quercus sp.) | Scheidchen (Karte) |              | IS    | 29. März 1974    |

### Oberglabach
| Bild           | Bezeichnung                             | Lage    | Beschreibung | Stufe | Eingetragen seit |
| -------------- | --------------------------------------- | ------- | ------------ | ----- | ---------------- |
| Weitere Bilder | Kapelle St-Jacques-le-Majeur mit Umfeld | (Karte) |              | IS    | 11. August 1973  |

### Schrondweiler
| Bild                        | Bezeichnung                 | Lage                          | Beschreibung | Stufe | Eingetragen seit |
| --------------------------- | --------------------------- | ----------------------------- | ------------ | ----- | ---------------- |
| Gebäude                     | Gebäude                     | 17–19, rue de l’Ecole (Karte) |              | PCN   | 21. Januar 2022  |
| Brücke                      | Brücke                      | in Birkelt (Karte)            |              | IS    | 14. April 1986   |
| Bauernhof mit Nebengebäuden | Bauernhof mit Nebengebäuden | 10, rue Giedertseck (Karte)   |              | PCN   | 6. Juli 1989     |
| Gebäude                     | Gebäude                     | 17, rue Principale (Karte)    |              | IS    | 13. März 2013    |

Legende: PCN – Immeubles et objets bénéficiant des effets de classement comme patrimoine culturel national; IS – Immeubles et objets inscrits à l’inventaire supplémentaire

## Quelle
- Liste des immeubles et objets beneficiant d’une protection nationales, Nationales Institut für das gebaute Erbe, Fassung vom 12. September 2022, S. 97 f. (PDF)

- Karte mit allen Koordinaten:
- OSM |
- WikiMap